# Балансирано дърво
В компютърните науки балансирано дърво е всяко бинарно дърво за търсене, базирано на възли, което автоматично настройва своите нива, така че да са по-малко от гледна точка на произволното вмъкване и изтриване на елементи.
Тези структури предоставят ефикасни имплементации за променливи подредени списъци и могат да се използват за други абстрактни структури от данни като асоциативни масиви, приоритетни опашки и таблици.